# ATP World Tour Finals 2013
De ATP World Tour Finals 2013 werden van 4 november tot en met 11 november 2013 gehouden in The O2 Arena in Londen. Er werd indoor op hardcourtbanen gespeeld. Het deelnemersveld bestond uit de beste acht spelers/dubbels van de ATP Rankings. 
De titelverdediger in het enkelspel, Novak Đoković, won opnieuw het toernooi. In het dubbelspel kwamen titelverdedigers Marcel Granollers en Marc López er niet aan te pas. De dubbelspelfinale werd gewonnen door het Spaanse koppel David Marrero en Fernando Verdasco.

## Enkelspel
| Nr. | Speler                | Ranking | Prestatie           | Prijzengeld |
| --- | --------------------- | ------- | ------------------- | ----------- |
| 1.  | Rafael Nadal          | 1.      | Verliezend finalist |             |
| 2.  | Novak Đoković         | 2.      | Winnaar             |             |
| 3.  | David Ferrer          | 4.      | Round Robin         |             |
| 4.  | Juan Martín del Potro | 5.      | Round Robin         |             |
| 5.  | Tomáš Berdych         | 6.      | Round Robin         |             |
| 6.  | Roger Federer         | 7.      | Halve finale        |             |
| 7.  | Stanislas Wawrinka    | 8.      | Halve finale        |             |
| 8.  | Richard Gasquet       | 9.      | Round Robin         |             |

| Resultaat                     | Prijzengeld     | ATP-punten |
| ----------------------------- | --------------- | ---------- |
| Winnaar                       | RR+ $1.3550.000 | RR+900     |
| Finale                        | RR+ $445.000    | RR+400     |
| Round Robin (per overwinning) | $142.000        | 200        |
| Deelnemers                    | $142.000        |            |
| Vervangers                    | $80.000         |            |

## Dubbelspel
| Ranking | Spelers                                | Prestatie    |
| ------- | -------------------------------------- | ------------ |
| 1.      | Bob Bryan Mike Bryan                   | Runner-up    |
| 2.      | Alexander Peya Bruno Soares            | Halve finale |
| 3.      | Ivan Dodig Marcelo Melo                | Halve finale |
| 4.      | Marcel Granollers Marc López           | Round Robin  |
| 5.      | Aisam-ul-Haq Qureshi Jean-Julien Rojer | Round Robin  |
| 6.      | David Marrero Fernando Verdasco        | Winnaars     |
| 7.      | Leander Paes Radek Štěpánek            | Round Robin  |
| 8.      | Mariusz Fyrstenberg Marcin Matkowski   | Round robin  |

| Resultaat                     | Prijzengeld   | ATP-punten |
| ----------------------------- | ------------- | ---------- |
| Winnaars                      | RR+ $ 190.000 | RR+900     |
| Finale                        | RR+ $65.000   | RR+400     |
| Round Robin (per overwinning) | $25.000       | 200        |
| Deelnemers                    | $65.000       |            |
| Vervangers                    | $25.000       |            |